# Tanja Weber

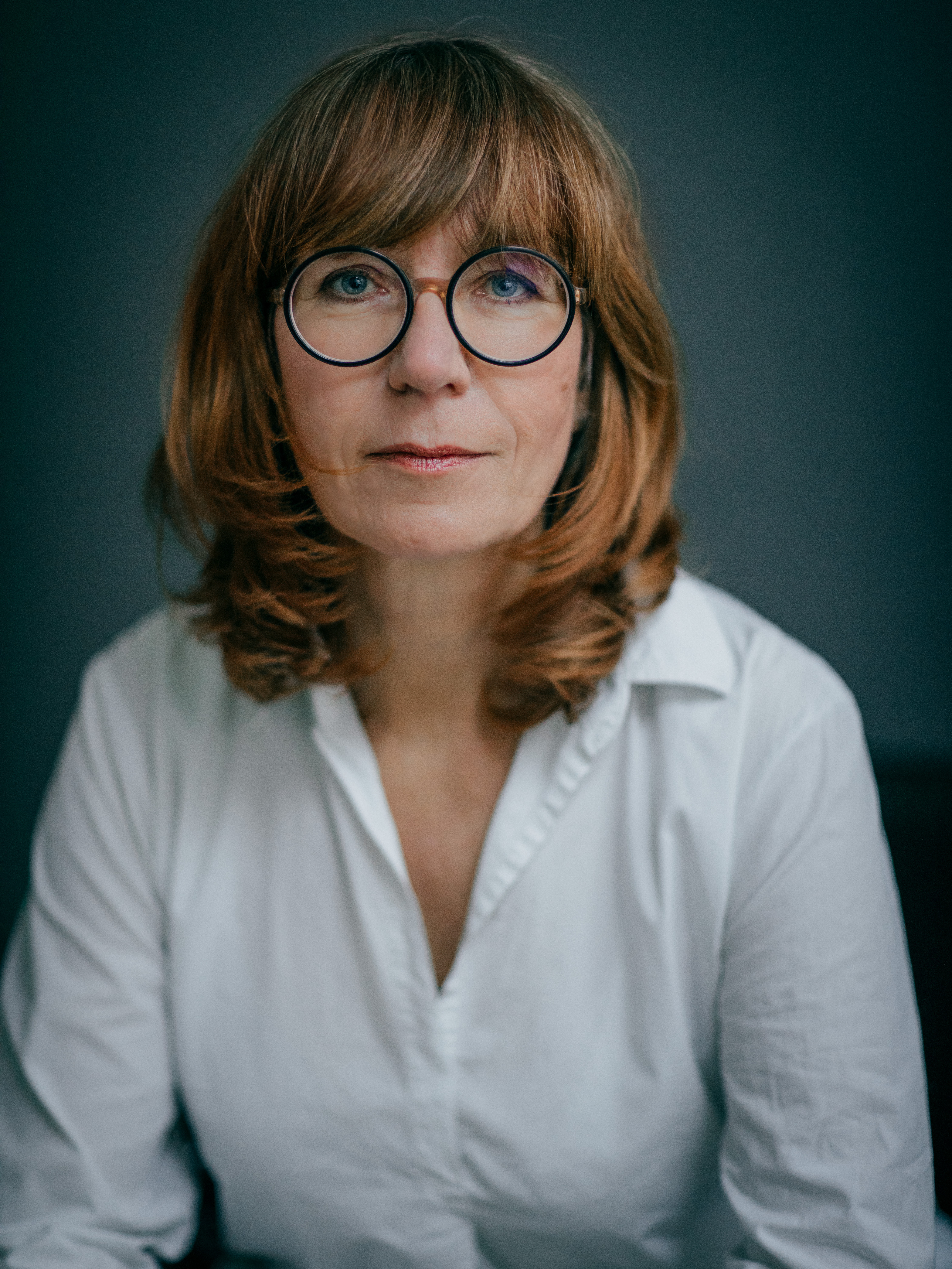
Tanja Weber, 2021

Tanja Weber (* 1966 in Berlin) ist eine deutsche Drehbuchautorin, Dramaturgin und Schriftstellerin.

## Leben und beruflicher Werdegang
Tanja Weber schloss ihr Studium der Kunstgeschichte und Theaterwissenschaft mit dem Magister Artium ab und arbeitete als Dramaturgin an Theatern in Wuppertal, Bochum, Berlin und Hildesheim.
Für das Fernsehen verfasste sie zahlreiche Drehbücher, unter anderem für die Fernsehserien Verliebt in Berlin und Türkisch für Anfänger.
Seit 2011 schreibt Tanja Weber nur noch Prosa und veröffentlicht auch unter den Pseudonymen Judith Arendt, Marie Matisek und Henrike Engel in einer Vielzahl von Genres. Zu ihren Werken gehören unter anderem historische Romane, Kriminalromane und Familienunterhaltungsromane.
Ihr Roman Betongold (2022) wurde von der Kritik stark beachtet und in der Süddeutschen Zeitung als „ehrliche, urmünchnerische Milieustudie“ gelobt.
Gemeinsam mit der Kulturjournalistin Sabine Zaplin moderiert sie die Literaturveranstaltung boox im bosco Gauting.
Die Autorin ist mit Gregor Weber verheiratet.

## Werke (Auswahl)

### Als Tanja Weber
- Sommersaat. Aufbau Verlag, Berlin 2011, ISBN 978-3-351-03361-3
- Oberland. Aufbau Verlag, Berlin 2012, ISBN 978-3-7466-3072-4
- Mein Herz ist ein wilder Tiger. Droemer Knaur Verlag, München 2017, ISBN 978-3-426-30462-4
- Die Frauen meiner Familie. Droemer Knaur Verlag, München 2018, ISBN 978-3-426-30614-7
- Betongold. Hoffmann & Campe Verlag, Berlin 2021, ISBN 978-3-455-01214-9
- Unter dem Moor, Ullstein Verlag, Berlin, 2024, ISBN 9783471360743

### Als Marie Matisek
- Nackt unter Krabben: Ein Küsten-Roman. (Ein Heisterhoog-Roman, Band 1). List Verlag,  Berlin 3. Auflage 2012, ISBN 978-3-471-35074-4
- Mutter bei die Fische: Ein Küsten-Roman. (Ein Heisterhoog-Roman, Band 2). List Verlag, Berlin 2013, ISBN 978-3-471-35075-1
- Alles Liebe oder watt?: Ein Sylt-Roman. List-Verlag, Berlin 2014, ISBN 978-3-471-35099-7
- Und ewig singen die Krabben: Ein Küsten-Roman. List-Verlag Berlin 2015, ISBN 978-3-471-35100-0
- Sonnensegeln. Droemer Knaur Verlag München 2016, ISBN 978-3-426-51739-0
- Mirabellensommer. Droemer Knaur Verlag, München 2017, ISBN 978-3-426-51740-6
- Frau gönnt sich ja sonst nichts: Wie sich die Trennung von meinem Mann unverhofft als Glücksfall erwies. Droemer Knaur Verlag, München 2018, ISBN 978-3-426-78912-4
- Ein Sommer wie Limoneneis: Die Amalfi-Reihe. Band 1. Droemer Knaur Verlag, München 2018, ISBN 978-3-426-44481-8
- Unter dem Limonenhimmel: Die Amalfi-Reihe. Band 2. Droemer Knaur Verlag, München 2019, ISBN 978-3-426-52143-4
- Der Schmetterlingsgarten: Die Capri-Reihe. Band 1. Droemer Knaur Verlag, München 2020, ISBN 978-3-426-52512-8
- Sommerlese: Die Capri-Reihe. Band 2. Droemer Knaur Verlag, München 2021, ISBN 978-3-351-03361-3
- An den grünen Hängen des Vesuv. Droemer Knaur Verlag, München 2024, ISBN 978-3-426-52773-3

### Als Judith Arendt
- Unschuldslamm: Der erste Fall für Schöffin Ruth Holländer. Ullstein Verlag Berlin 2014, ISBN 978-3-548-28564-1
- Sündenbock: Ein Fall für Schöffin Ruth Holländer. Ullstein Verlag, Berlin 2015, ISBN 978-3-548-28565-8
- Helle und der Tote im Tivoli: Der erste Fall für Kommissarin Jespers (Die Jütland Krimis). Atlantik Verlag, Hamburg 2018, ISBN 978-3-455-00867-8
- Helle und die kalte Hand: Der zweite Fall für Kommissarin Jespers (Die Jütland Krimis). Atlantik Verlag Hamburg 2019, ISBN 978-3-455-00657-5
- Helle und der falsche Prophet: Der dritte Fall für Kommissarin Jespers (Die Jütland Krimis). Atlantik Verlag Hamburg 2020, ISBN 978-3-455-00988-0

### Als Henrike Engel
- Die Hafenärztin. Ein Leben für die Freiheit der Frauen. Ullstein Paperback, Berlin 2022, ISBN 978-3-86493-190-1
- Die Hafenärztin. Ein Leben für das Recht auf Liebe. Ullstein Paperback, Berlin 2022, ISBN 978-3-86493-213-7
- Die Hafenärztin. Ein Leben für das Glück der Kinder. Ullstein Paperback, Berlin 2022, ISBN 978-3-86493-189-5

## Auszeichnungen und Ehrungen (Auswahl)
- 2011: Erste Gewinnerin des Gautinger Literaturpreises
- 2012: Friedrich-Glauser-Preis (Nominierung von Sommersaat)
- 2013, April: Spiegel-Bestsellerliste: Nackt unter Krabben[4]
- 2022, Januar: Spiegel-Bestsellerliste: Die Hafenärztin. Ein Leben für die Freiheit der Frauen.[5]
- 2022, Mai: Spiegel-Bestsellerliste: Die Hafenärztin. Ein Leben für das Glück der Kinder.[6]
- 2022, November: Spiegel-Bestseller: Die Hafenärztin. Ein Leben für das Recht auf Liebe.[7]